# تاكاهيرو كيشيدا
تاكاهيرو كيشيدا (باليابانية: 岸田 隆宏) رسام رسوم متحركة ومصمم شخصيات أنيمي ياباني.

## أعماله

### مسلسلات الأنيمي
- نادية سر المياه الزرقاء (1990 - 1991) - الرسوم المتحركة (الحلقة 5 والحلقة 21).
- اللعبة الكبرى (1990 - 1991) - الرسوم المتحركة (الحلقة 2 والحلقة 20).
- تينتشي ميو (1995) - رسوم أغنية النهاية.
- أكاديمية أليس (2004 - 2005) - رسوم أغنية النهاية.
- شوجو شارا (2008) - رسوم أغنية النهاية (2، 3، 4).
- ناتسومي وكتاب الأصدقاء (2008) - رسوم أغنية النهاية.
- ناتسومي وكتاب الأصدقاء (2009) - رسوم أغنية النهاية، الرسوم المتحركة (الحلقة 1 والحلقة 10).
- الفتاة الساحرة مادوكا ماجيكا (2011) - مصمم الشخصيات، مخرج الرسوم المتحركة (الحلقة 1)، الرسوم المتحركة (الحلقة 10)
- ناتسومي وكتاب الأصدقاء (2011) - رسوم أغنية النهاية، الرسوم المتحركة (الحلقة 1).
- ناتسومي وكتاب الأصدقاء (2012) - رسوم أغنية النهاية.
- كيه (2012) - رسوم أغنية النهاية، الرسوم المتحركة (الحلقة 13).
- هايكيو!! (2014) - مصمم الشخصيات.
- دورارارا (2015) - مصمم الشخصيات.
- اهلاً بكم في قاعة الرقص (2017) - مصمم الشخصيات.[1]

### أفلام أنيمي
- فيلم ناروتو: ذعر الحيوانات في جزيرة هلال القمر (2006) - الرسوم المتحركة.